# Кутнан
Кутнан (фр. Couthenans) насеље је и општина у источној Француској у региону Франш-Конте, у департману Горња Саона која припада префектури Лир.
По подацима из 2011. године у општини је живело 773 становника, а густина насељености је износила 471,34 становника/km². Општина се простире на површини од 1,64 km². Налази се на средњој надморској висини од 304 метара (максималној 480 m, а минималној 331 m).

## Демографија
| 1962. | 1968. | 1975. | 1982. | 1990. | 1999. | 2011. |
| ----- | ----- | ----- | ----- | ----- | ----- | ----- |
| 350   | 387   | 680   | 677   | 710   | 717   | 773   |

График промене броја становника у току последњих година